# Prstenec prašných částic

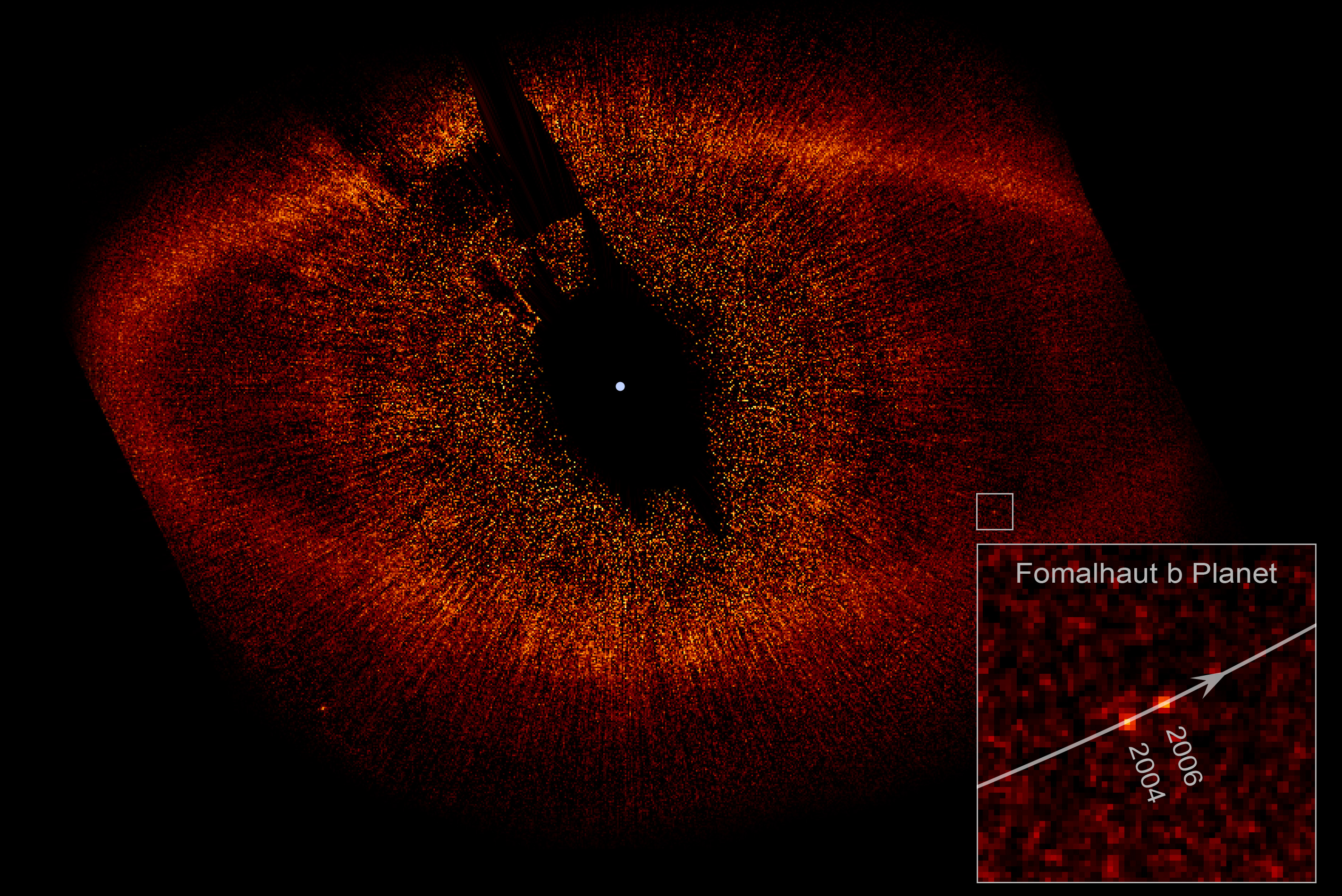
Prstence kolem trosek Fomalhautu, jak jej zachytil Hubbleův vesmírný teleskop. Vnitřní okraj disku může utvářet oběžnou dráhu Fomalhautu b (v pravém dolním rohu)

Prstenec prašných částic (též prachový disk, „disk trosek“; česká terminologie není dosud ustálená [zdroj?]) je cirkumstelární disk prachu a trosek na oběžné dráze hvězdy. Někdy se tyto disky vyznačují významnými prstenci, jak je možné vidět ve fotografii Fomalhautu na pravé straně. Prachové disky byly nalezeny kolem starších i mladých hvězd, dokonce i alespoň jeden disk na oběžné dráze vzniknuvší neutronové hvězdy. Mladší prachové prstence mohou představovat etapu vytváření planetárního systému po fázi protoplanetárního disku, kdy je dokončován růst terestrických planet. Mohou však být složeny jen ze zbytků z kolizí mezi planetesimálami, jinak známými jako planetky a komety.